# Mary Harron
Mary Harron (Bracebridge, Ontario, 12 de gener de 1953) és una directora i guionista canadenca ben coneguda per les seves pel·lícules I Shot Andy Warhol, American Psycho i The Notorious Bettie Page.

## Biografia
Mary Harron va estudiar a la Universitat d'Oxford i va començar la seva carrera com a periodista sent una de les fundadores del Punk magazine, la primera publicació dedicada solament al punk rock. Harron va iniciar la carrera de directora com a realitzadora de documentals per a la BBC i Channel 4. També va realitzar sis curtmetratges sobre la cultura pop, incloent-ne un de titulat How to Make an Oliver Stone Movie.

## Filmografia

### Directora
- 2008: Holding Fast (Curtmetratge)
- 2006: Big Love (Episodi: Roberta's Funeral)
- 2005: Six Feet Under (Episodi: The Rainbow of Her Reasons)
- 2005: The Notorious Bettie Page
- 2004: The L Word (Episodi: Liberally)
- 2000: American Psycho
- 1998: Homicide: Life on the Street (Episodi: Sins of the Father)
- 1996: Jo vaig disparar a l'Andy Warhol (I Shot Andy Warhol)

### Productora executiva
- 2005: The Notorious Bettie Page
- 2003: The Weather Underground

### Productora
- 2008: Holding Fast

### Guionista
- 2005: The Notorious Bettie Page
- 2000: American Psycho
- 1996: I Shot Andy Warhol (Documental BBC)[4]